# 京都福祉専門学校
京都福祉専門学校（きょうとふくしせんもんがっこう）とは、京都府宇治市小倉町春日森25番地に位置する私立の専門学校。学校法人南京都学園が運営する。福祉分野の専門学校では京都唯一の介護福祉士単科校であり、文部科学大臣認定の職業実践専門課程。福祉・介護福祉士養成に特化した教育を実践し、「人間性豊かな」介護福祉士を育成している京都府南部の専門学校である。

## 沿革
- 1957年（昭和32年）3月 南京都学園創立
- 1996年（平成 8年） 4月 京都福祉専門学校開校

## 学科
- 介護福祉科・40名（男女）・昼間2年

## 交通
- 近鉄京都線 小倉駅が最寄駅である。小倉駅から徒歩12分

## グループ校
- 京都動物専門学校
- 京都廣学館高等学校